# ستيفانو روسو (لاعب كرة قدم)
ستيفانو روسو هو لاعب كرة قدم ألماني وإيطالي، ولد في 29 يونيو 2000 في لودفيغسهافن في ألمانيا.

## وصلات خارجية
- ستيفانو روسو على موقع قاعدة بيانات كرة القدم.إي يو (الإنجليزية)
- ستيفانو روسو على موقع بيانات كرة القدم. دي إي (الألمانية)
- ستيفانو روسو على موقع Soccerbase.com (لاعب) (الإنجليزية)
- ستيفانو روسو على موقع Soccerway.com (الإنجليزية)
- ستيفانو روسو على موقع عالم كرة القدم.نت (الإنجليزية)